# Maliina Abelsen
Maliina Bitsch Abelsen (* 7. Februar 1976 in Hørsholm, Dänemark) ist eine grönländische Politikerin (Inuit Ataqatigiit), Managerin und Soziologin.

## Leben
Maliina Abelsen ist die Tochter des Politikers Emil Abelsen (1943–2005) und seiner Frau Kirsten Bitsch und wuchs in Nuuk auf. 2003 erhielt sie ihren Masterabschluss in Policy and Applied Social Research von der Macquarie University in Australien. Von 2003 bis 2004 war sie Editorial Assistant an der University of Bath in England. 2004 erhielt sie einen Masterabschluss in Soziologie von der Universität Kopenhagen. Von 2004 bis 2006 war sie beim Hohen Kommissar der Vereinten Nationen für Menschenrechte angestellt. Danach war sie bis 2008 Bevollmächtigte beim grönländischen Außenministerium. Von 2008 bis 2009 war sie Abteilungskoordinatorin beim Wissenszentrum für Kinder und Junge MIPI.
Sie kandidierte bei der Parlamentswahl 2009 und wurde als Newcomerin mit den zweitmeisten Stimmen der Kandidaten ihrer Partei und den viertmeisten Stimmen insgesamt ins Inatsisartut gewählt. Dort nahm sie jedoch für die gesamte Legislaturperiode Urlaub, da sie direkt anschließend zur Familienministerin im Kabinett Kleist ernannt wurde. 2010 überstand sie ein Misstrauensvotum. Bei einer Umstrukturierung der Regierung wurde sie 2011 zur Finanzministerin ernannt. Bei der Parlamentswahl im Frühjahr 2013 wurde sie mit den zweitmeisten Stimmen der Inuit Ataqatigiit und den drittmeisten Stimmen insgesamt erneut ins Inatsisartut gewählt.
Bereits im Juni trat sie aus dem Parlament zurück, um eine Stelle als Projektleiterin der Arctic Winter Games 2016 anzunehmen. Im selben Jahr wurde sie zur grönländischen Frau des Jahres ernannt. 2016 wurde sie Direktorin bei Air Greenland. 2019 trat sie zurück. Im August 2020 wurde sie als Nachfolgerin von Sara Olsvig zur Programmchefin von UNICEF Grönland ernannt, was sie bis 2023 blieb. Seitdem arbeitet sie mit ihrem Beratungsunternehmen Pikiala.
Maliina Abelsen saß von 2013 bis 2015 im Parteivorstand der Inuit Ataqatigiit. Von 2013 bis 2021 war sie Vorstandsmitglied der United Nations Indigenous Peoples’ Partnership (UNIPP). Dazu hat sie mehrere Aufsichtsratsposten in Grönland inne: Von 2015 bis 2017 war sie Vizevorsitzende bei TELE Greenland, von 2017 bis 2018 Aufsichtsratsvorsitzende bei Nuup Bussii, von 2017 bis 2019 Mitglied in Grønlands Rejsebureau, von 2018 bis 2020 Aufsichtsratsvorsitzende bei Visit Greenland, seit 2018 Mitglied im Vorstand der Grønlandsbanken und deren Wirtschaftsstiftung, seit 2021 Vizevorsitzende und seit 2022 bei Royal Greenland.
Sie ist verheiratet mit dem IT-Direktor Nikolaj Christoffersen und hat zwei 2006 und 2009 geborene Töchter.